# 三差改正
在大地测量学中，参考椭球面是测量计算的基准面，但是在野外实地测量得到的数据是地面水平方向的观测值。处理这些数据时就需要将观测成果（方向、距离等）归算到椭球面上，需要在观测成果上加入垂线偏差改正、标高差改正和截面差改正，统称三差改正。这三种改正在不同等级的控制测量中要求不同:
| 三差改正     | 是否加改正 | 是否加改正 | 是否加改正 |
| 三差改正     | I 等控制   | Ⅱ等控制    | Ⅲ、Ⅳ等控制 |
| 垂线偏差改正 | 加         | 加         | 酌情考虑   |
| 标高差改正   | 加         | 加         | 酌情考虑   |
| 截面差改正   | 加         | 不加       | 不加       |